# T29
Il carro armato T29 fu un progetto di carro armato pesante statunitense sviluppato a partire dal marzo del 1944 per dotare l'U.S. Army di un veicolo che potesse opporsi efficacemente ai nuovi carri armati tedeschi, come il Panzer VI Tiger II. Il T26E3, pur pesando circa 45 tonnellate, non era considerato sufficientemente armato o corazzato per potersi opporre al Tiger II, il cui peso si avvicinava alle 70 tonnellate. Il T29 non entrò in produzione in tempo per prendere parte alle guerra in Europa, ma fu comunque d'aiuto agli ingegneri che utilizzarono questi veicoli per numerosi test.
Il T29 era basato su una versione allungata dello scafo del T26E3 ma era dotato di una corazzatura più spessa, di un motore più potente, un Ford GAA, che forniva una potenza complessiva di 750 CV (560 kW) e di una nuova torretta che incorporava il cannone ad alta velocità T5, da 105 mm. Pesava circa 70 tonnellate ed era molto simile al Tiger II tedesco sia per potenza di fuoco sia per corazzatura. Altri modelli montavano il motore V12 Allison V-1710.
Sviluppato più o meno nello stesso periodo e molto simile al T29, il carro armato T30 era virtualmente identico ma montava un cannone T7 da 155 mm ed era dotato di un motore più potente: inoltre aveva un uomo in più di equipaggio, che faceva le funzioni di un terzo servente al pezzo principale.
Nel 1945, quando la guerra in Europa era già conclusa, il T29 e il T30 furono classificati come "fornitura limitata" e ne furono ordinate poche unità giacché si riteneva che i loro grossi cannoni e la loro pesante armatura sarebbero stati utili per attaccare i bunker giapponesi. Il Comando delle Forze di terra americano però si oppose al dispiegamento di veicoli così pesanti e, prima che la questione venisse risolta, la guerra terminò: tutto ciò determinò che solamente una manciata di veicoli-pilota venisse costruita.
L'ultima variante del T29, il T34, montava un cannone da 120 mm, molto simile al cannone contraereo M1 120 mm. Di questa variante furono prodotti solamente due prototipi: uno era stato originariamente costruito come T29, l'altro come T30. Ancora una volta, la fine della guerra impedì che ci fossero ulteriori sviluppi di questa variante, seppur l'esperienza acquisita nella costruzione del T34 fu certamente molto utile durante lo sviluppo dell'M103.
Una coppia di T29 è ancora visibile a Fort Knox, Kentucky. Uno è posizionato davanti al General George Patton Museum of Leadership, mentre l'altro è stato posto di fronte alla Marshall Bay.